# Proteína precursora de amiloide
A proteína precursora de amiloide (PPA) é uma proteína integral de membrana expressa em diversos tecidos e concentrada nas sinapses dos neurónios. Desconhece-se a sua principal função, embora esteja implicada na regulação da formação das sinapses, neuroplasticidade e exportação de ferro. A PPA é também a molécula precursora cuja proteólise gera beta amiloide, um peptídeo com 37 a 49  aminoácidos cuja forma fibrilar amiloide é o principal componente das placas de amiloide que se encontram no cérebro de pessoas com doença de Alzheimer.